# Espressione regolare
Un'espressione regolare (in inglese regular expression o, in forma abbreviata, regexp, regex o RE) è una sequenza di simboli (quindi una stringa) che identifica un insieme di stringhe. Possono definire tutti e soli i linguaggi regolari. Il teorema di Kleene afferma che la classe dei linguaggi regolari corrisponde alla classe dei linguaggi generati da grammatiche di tipo 3 (nella gerarchia di Chomsky) e riconosciuti da automi a stati finiti. Tuttavia, nella pratica esistono taluni costrutti (ad esempio i costrutti di backreference) che permettono di ampliare l'insieme di linguaggi definibili. Programmi diversi supportano notazioni diverse per esprimere le stesse espressioni regolari, pertanto non esiste una sintassi "universale".

## Storia
Sebbene fossero state formalizzate già fin dagli anni quaranta, le espressioni regolari entrarono nel mondo informatico per la prima volta alla fine degli anni sessanta, in ambiente Unix: il primo editor di testo che implementava funzioni che ne permettessero l'uso fu una versione di QED scritta da Ken Thompson, uno dei pionieri di Unix. L'editor, dalla sua interfaccia a riga di comando, metteva a disposizione un comando chiamato global regular expression print, che successivamente fu reso un applicativo indipendente, grep.
Le espressioni regolari non ebbero grande diffusione ed utilizzo fino agli anni ottanta, quando fu inventato il linguaggio di programmazione Perl che permetteva nativamente l'uso di espressioni regolari. La versatilità del linguaggio, dovuta anche al fatto d'essere un linguaggio interpretato, ne permise l'utilizzo in svariate situazioni e favorì lo sviluppo del formalismo di Perl per le espressioni regolari, che diventò uno standard de facto. La grandissima diffusione di questi strumenti spinse gli sviluppatori a implementare le espressioni regolari anche in altri linguaggi, a mezzo di librerie come PCRE o persino come parte delle librerie standard di alcuni linguaggi, come Java e tcl.

## Descrizione
Un'espressione regolare definisce una funzione che prende in ingresso una stringa, e restituisce in uscita un valore del tipo sì/no, a seconda che la stringa segua o meno un certo pattern.
Ad esempio, tutti gli indirizzi e-mail devono essere costituiti nel seguente modo: cominciare con una sequenza di caratteri alfanumerici, seguiti dal simbolo chiocciola, seguiti da altri caratteri alfanumerici, seguiti dal punto, seguiti da due o tre lettere. Questa regola informale diventerebbe una regex qualora fosse codificata secondo una sintassi ben precisa e riconosciuta da un programma in grado di analizzare le stringhe.

### Espressioni regolari nei linguaggi formali
Nei linguaggi formali le espressioni regolari sono composte da costanti e operatori che denotano insiemi di stringhe, e da operazioni tra questi insiemi.
Dato un alfabeto finito {\displaystyle \Sigma }, sono definite le seguenti costanti:
1. {\displaystyle \varnothing } o {\displaystyle \emptyset } (insieme vuoto)
2. {\displaystyle \epsilon } (stringa vuota, ovvero la stringa di lunghezza 0)
3. {\displaystyle \left\{a\right\}} (carattere, {\displaystyle \forall a\in \Sigma })

e le seguenti operazioni:
1. concatenazione: RS o {\displaystyle R\circ S} indica l'insieme {\displaystyle \left\{\alpha \beta |\alpha \in R\land \beta \in S\right\}}
2. unione: {\displaystyle R\cup S} indica l'unione dei due insiemi
3. stella di Kleene: {\displaystyle R^{*}} indica l'insieme che contiene tutte le possibili iterazioni ottenibili dagli elementi di R
4. intersezione: {\displaystyle R\cap S} indica l'intersezione tra i due insiemi di stringhe
5. complemento: il complementare di R indica l'insieme delle stringhe appartenenti a {\displaystyle \Sigma ^{*}\setminus R}

Ad esempio dati {\displaystyle R=\left\{a,b\right\}} e {\displaystyle S=\left\{7,8\right\}}, {\displaystyle RS=\left\{a7,b7,a8,b8\right\}} e {\displaystyle S^{*}=\left\{\epsilon ,7,8,77,78,87,88,777,778,\cdots \right\}}
Allora, possiamo dire che un'espressione regolare, definita a partire da un alfabeto {\displaystyle \Sigma } ed un insieme di simboli {\displaystyle \left\{+,*,(,),.,\emptyset \right\}}, è una stringa {\displaystyle R\in {\left(\Sigma \cup \left\{+,*,(,),.,\emptyset \right\}\right)}^{+}} che rende vera alcuna delle seguenti condizioni:
1. {\displaystyle R=\emptyset }
2. {\displaystyle R\in \Sigma }
3. {\displaystyle R=S+T} o {\displaystyle R=ST} o {\displaystyle R=S^{*}}, dove S e T sono espressioni regolari sull'alfabeto {\displaystyle \Sigma }

### Impiego delle espressioni regolari
Le espressioni regolari sono utilizzate principalmente da editor di testo per la ricerca e la sostituzione di porzioni del testo. Grande importanza rivestono inoltre nell'informatica teorica, nella quale, ad esempio, sono utilizzate per rappresentare tutti i possibili cammini su un grafo. Tuttavia, le espressioni regolari sono adatte a rappresentare un ristrettissimo insieme di linguaggi formali (se volessimo rappresentare espressioni aritmetiche o linguaggi di programmazione, avremmo già bisogno di utilizzare linguaggi di tipo 2): l'utilizzo dei linguaggi regolari è comunque conveniente, in quanto la chiusura degli stessi alle operazioni di unione, intersezione e complementazione, permettono la costruzione di un'algebra di Boole e una buona capacità decisionale.

## Sintassi

### Espressioni regolari tradizionali di UNIX
In base allo standard POSIX, la sintassi delle espressioni regolari in UNIX esiste in due versioni diverse:
- la sintassi detta di base è quella che è stata creata per prima ed è la più diffusa: un esempio di applicativo che la usa è ed;
- la sintassi detta nuova, cioè quella che è stata definita con lo standard POSIX.2, viene usata ad esempio da egrep.

Quando è stata proposta la nuova versione della sintassi delle espressioni regolari, si è deciso di rendere obsoleta la versione vecchia, solo che oramai la diffusione della vecchia versione era tale che cambiare non era proficuo. 
La maggior parte dei programmi che utilizzano le regexp, come grep e sed, utilizzano tali regole di base fornendo al contempo supporto per le nuove regole estese. In questa sintassi, la maggior parte dei caratteri sono visti come letterali, e trovano solo se stessi; ad esempio: "a" trova "a"; "bc)" trova "bc)". Le eccezioni a questa regola sono i metacaratteri:
| .     | Trova un singolo carattere (se è nella modalità linea singola altrimenti se è in multiriga prende tutti i caratteri diversi da \n, ovvero un ritorno a capo). |
| [ ]   | Trova un singolo carattere contenuto nelle parentesi. Ad esempio, [abc] trova o una "a", "b", o "c". [a-z] è un intervallo e trova ogni lettera minuscola dell'alfabeto. Possono esserci casi misti: [abcq-z] trova a, b, c, q, r, s, t, u, v, w, x, y, z, esattamente come [a-cq-z]. Il carattere '-' è letterale solo se è primo o ultimo carattere nelle parentesi: [abc-] o [-abc]. Per trovare un carattere '[' o ']', il modo più semplice è metterli primi all'interno delle parentesi: [][ab] trova ']', '[', 'a' o 'b'. |
| [^ ]  | Trova ogni singolo carattere non incluso nelle parentesi. Ad esempio, [^abc] trova ogni carattere diverso da "a", "b", o "c". [^a-z] trova ogni singolo carattere che non sia una lettera minuscola. Come sopra, questi due metodi possono essere usati insieme. |
| ^     | Corrisponde all'inizio della stringa (o di ogni riga della stringa, quando usato in modalità multilinea) |
| $     | Corrisponde alla fine della stringa o alla posizione immediatamente precedente un carattere di nuova linea (o alla fine di ogni riga della stringa, quando usato in modalità multilinea) |
| ( )   | Definisce una "sottoespressione marcata". Il risultato di ciò che è incluso nell'espressione, può essere richiamato in seguito. Vedi sotto, \n. |
| \n    | Dove n è una cifra da 1 a 9; trova ciò che la nesima sottoespressione ha trovato. Tale costrutto, detto backreference, estende le potenzialità delle regexp oltre i linguaggi regolari e non è stato adottato nella sintassi estesa delle regexp. |
| *     | - Un'espressione costituita da un singolo carattere seguito da "*", trova zero o più copie di tale espressione. Ad esempio, "[xyz]*" trova "", "x", "y", "zx", "zyx", e così via. - \n*, dove n è una cifra da 1 a 9, trova zero o più iterazioni di ciò che la nesima sottoespressione ha trovato. Ad esempio, "(a.)c\1*" trova "abcab" e "accac" ma non "abcac". - Un'espressione racchiusa tra "\(" e "\)" seguita da "*" non è valida. In alcuni casi (es. /usr/bin/xpg4/grep di SunOS 5.8), trova zero o più ripetizioni della stringa che l'espressione racchiusa ha trovato. In altri casi (es. /usr/bin/grep di SunOS 5.8), trova ciò che l'espressione racchiusa ha trovato, seguita da un letterale "*". |
| {x,y} | Trova l'ultimo "blocco" almeno x volte e non più di y volte. Ad esempio, "a{3,5}" trova "aaa", "aaaa" o "aaaaa". |

Vecchie versioni di grep non supportano il separatore alternativo "|".
Esempi
".atto" trova ogni stringa di cinque caratteri come gatto, matto o patto
"[gm]atto" trova gatto e matto
"[^p]atto" trova tutte le combinazioni dell'espressione ".atto" tranne patto
"^[gm]atto" trova gatto e matto ma solo all'inizio di una riga
"[gm]atto$" trova gatto e matto ma solo alla fine di una riga
Dal momento che molte serie di caratteri variano a seconda della configurazione locale (in alcuni casi le lettere sono organizzate in abc..xyzABC...XYZ, in altri aAbB..yYzZ), lo standard POSIX ha definito alcune classi o categorie di caratteri come mostrato nella seguente tabella:
| classe POSIX | sintassi normale                         | significato                            |
| ------------ | ---------------------------------------- | -------------------------------------- |
| [:upper:]    | [A-Z]                                    | lettere maiuscole                      |
| [:lower:]    | [a-z]                                    | lettere minuscole                      |
| [:alpha:]    | [A-Za-z]                                 | lettera sia maiuscole che minuscole    |
| [:alnum:]    | [A-Za-z0-9]                              | numeri e lettere maiuscole e minuscole |
| [:digit:]    | [0-9]                                    | numeri                                 |
| [:xdigit:]   | [0-9A-Fa-f]                              | numeri in formato esadecimale          |
| [:punct:]    | [!\-"#$%&'()*+,.\/:;<=>?@[\]\^_`{\|}~\\] | segni di interpunzione                 |
| [:blank:]    | [ \t]                                    | spazio o TAB                           |
| [:space:]    | [ \t\n\r\f\v]                            | caratteri vuoti                        |
| [:cntrl:]    | [\x00-\x1F\x7F]                          | caratteri control                      |
| [:graph:]    | [^ \t\n\r\f\v]                           | caratteri non vuoti                    |
| [:print:]    | [^\t\n\r\f\v]                            | caratteri non vuoti e spazi            |

Le parentesi quadrate fanno parte della sintassi per indicare la classe di caratteri. Ad esempio [[:upper:][:digit:]ab] trova corrispondenza in una qualsiasi lettera maiuscola, in una qualsiasi cifra, nella lettera 'a' minuscola e nella lettera 'b' minuscola.

### Esempi di quantificatori
- * Cerca l'occorrenza (zero o più volte) del carattere o insieme di caratteri cui segue:

abc* identifica ab seguito da zero o più c
come in ab, abc, abcc, abccc
- + Cerca l'occorrenza (una o più volte) del carattere o insieme di caratteri cui segue:

ab[ce]+ identifica ab seguito da una o più c oppure una o più e
come in abc, abec, abccc, abcceeecccccce
- ? Cerca l'occorrenza (zero o una volta) del carattere o insieme di caratteri cui segue:

abc? identifica ab seguito o meno da una c
come in abc e ab
- {m, n} Cerca l'occorrenza (da m a n volte; m lasciato vuoto è zero, n lasciato vuoto infinito) del carattere, insieme di caratteri o sotto-regex cui segue:

(ab){1,2} identifica le sequenze di uno o due ab
come in ab e abab